# Arquidiocese de Gatineau
A Arquidiocese de Gatineau (Archidiœcesis Gatinensis) é uma circunscrição eclesiástica da Igreja Católica situada em Gatineau, Quebéc, Canadá. Seu atual arcebispo é Paul-André Durocher. Sua Sé é a Catedral de São José de Gatineau.
Possui 53 paróquias servidas por 61 padres, contando com 332.935 habitantes, com 80% da população jurisdicionada batizada.

## História
A diocese de Hull foi ereta em 27 de abril de 1963 com a bula Quia dioecesim do Papa João XXIII, recebendo o território da arquidiocese de Ottawa.
Em 1 de março de 1982 assume o nome de diocese de Gatineau-Hull.
Em 31 de outubro de 1990 por força da bula De spirituali Christifidelium do Papa João Paulo II foi elevada ao posto de arquidiocese metropolitana.
Em 28 de outubro de 2005 assume o nome atual.

## Prelados
| #          | Nome                     | Período    | Notas               |
| Arcebispos | Arcebispos               | Arcebispos | Arcebispos          |
| ---------- | ------------------------ | ---------- | ------------------- |
| 2º         | Paul-André Durocher      | 2011-atual |                     |
| 1º         | Roger Ébacher            | 1990-2011  |                     |
| Bispos     |                          |            |                     |
| 3º         | Roger Ébacher            | 1988-1990  | Elevado a Arcebispo |
| 2º         | Adolphe E. Proulx †      | 1974-1987  |                     |
| 1º         | Paul-Émile Charbonneau † | 1963-1973  |                     |